# 10 mai 1954
Le lundi 10 mai 1954 est le 130e jour de l'année 1954.

## Naissances
- A. Kadir Paksoy, poète turc
- Anatoli Tchoukanov, coureur cycliste soviétique puis russe
- Barrington Pheloung (mort le 31 juillet 2019), compositeur de musique de film
- Dima Grigoriev, mathématicien russe
- Esther Epstein, joueuse d'échecs
- Józef Adamiec, joueur polonais de football
- Lindiwe Sisulu, femme politique sud-africaine
- Michael G. Hagerty, acteur américain
- Mihai Stoichiță, joueur roumain de football
- Robin Croker, coureur cycliste britannique
- Yoshiaki Shimojo, joueur japonais de football

## Décès
- Erik Reger (né le 8 septembre 1893), écrivain allemand
- Julien Vanverts (né le 10 novembre 1870), chirurgien et obstétricien français
- Kisaburō Andō (né le 11 février 1874), personnalité politique japonaise

## Événements
- Pham Van Dong, vice-président de la République démocratique du Viêt Nam, présente à Genève les propositions du Viêt-minh : reconnaissance par la France de l’indépendance du Viêt Nam, du Cambodge et du Laos, retrait des troupes étrangères et organisation d’élections libres, cessez-le-feu et échange de prisonniers.